# Депозитарій цінних паперів
Депозита́рна установа  — юридична особа, що утворюється та функціонує у формі акціонерного товариства або товариства з обмеженою відповідальністю і яка в установленому порядку отримала ліцензію на провадження депозитарної діяльності депозитарної установи, Розрахунковий центр або клірингова установа — при провадженні ними депозитарної діяльності депозитарної установи. До набранням чинності Закону України «Про депозитарну систему України» існувало поняття «зберігач цінних паперів».

### Центральний депозитарій
Це юридична особа, що функціонує у формі акціонерного товариства відповідно до Закону України «Про акціонерні товариства» з урахуванням особливостей, установлених цим Законом. Акціонерне товариство набуває статусу Центрального депозитарію з дня реєстрації Комісією в установленому порядку Правил Центрального депозитарію.
Центральний депозитарій забезпечує формування та функціонування системи депозитарного обліку цінних паперів.
Центральний депозитарій веде депозитарний облік всіх емісійних цінних паперів, крім тих, облік яких веде Національний банк України відповідно до компетенції, визначеної цим Законом.
В Україні може існувати лише один Центральний депозитарій.

### Національний депозитарій України
Національний депозитарій України — юридична особа, створена в формі Публічного акціонерного товариства в 1999 році, на яку відповідно до Закону України «Про Національну депозитарну систему та особливості електронного обігу цінних паперів в Україні» покладено функції Центрального депозитарія послуг. Проводить винятково депозитарну діяльність. Діяльність депозитарію спрямована на забезпечення формування та функціонування єдиної системи депозитарного обліку цінних паперів. Центральний депозитарій веде депозитарний облік всіх емісійних цінних паперів, крім тих, облік яких веде Національний банк України відповідно до компетенції, визначеної цим Законом.
Договір про заснування Національного депозитарію України підписано Національною комісією з цінних паперів та фондового ринку та Національним банком України 18 грудня 1998 року. Функції Центрального депозитарія цінних паперів надано Публічному акціонерному товариству «Національний депозитарій України» з дня реєстрації Національною Комісією з цінних паперів та фондового ринку Правил Центрального депозитарія. Державна реєстрація відбулася 17 травня 1999 року.
12 жовтня 2013 року набрав чинності Закон України «Про депозитарну систему України» (далі — Закон), згідно з яким ПАТ «НДУ» набуває статусу Центрального депозитарію з дня реєстрації НКЦПФР в установленому порядку Правил Центрального депозитарію (рішення НКЦПФР від 01.10.2013 № 2092).
Статутний капітал Публічного акціонерного товариства «Національний депозитарій України» становить 103 млн. 200 тис. гривень. 25 % акцій належить державі, управління якими здійснює Національна комісія з цінних паперів та фондового ринку. Крім того, 25 % акцій Національного депозитарію належать Національному банку України.